# Флойд (Айова)
Флойд (англ. Floyd) — місто (англ. city) в США, в окрузі Флойд штату Айова. Населення — 313 особи (2020).

## Географія
Флойд розташований за координатами 43°7′42″ пн. ш. 92°44′25″ зх. д. / 43.12833° пн. ш. 92.74028° зх. д. (43.128200, -92.740254).  За даними Бюро перепису населення США в 2010 році місто мало площу 1,54 км², уся площа — суходіл.

## Демографія
Згідно з переписом 2010 року, у місті мешкало 335 осіб у 140 домогосподарствах у складі 98 родин. Густота населення становила 217 осіб/км².  Було 149 помешкань (96/км²).
Расовий склад населення:
| - 98,8 % — білих |

До двох чи більше рас належало 0,6 %. Частка іспаномовних становила 0,3 % від усіх жителів.
За віковим діапазоном населення розподілялося таким чином: 21,2 % — особи молодші 18 років, 56,7 % — особи у віці 18—64 років, 22,1 % — особи у віці 65 років та старші. Медіана віку мешканця становила 46,4 року. На 100 осіб жіночої статі у місті припадало 110,7 чоловіків;  на 100 жінок у віці від 18 років та старших — 107,9 чоловіків також старших 18 років.
Середній дохід на одне домашнє господарство  становив 47 705 доларів США (медіана — 41 250), а середній дохід на одну сім'ю — 56 578 доларів (медіана — 51 429). Медіана доходів становила 42 500 доларів для чоловіків та 25 833 долари для жінок. За межею бідності перебувало 11,8 % осіб, у тому числі 13,6 % дітей у віці до 18 років та 8,8 % осіб у віці 65 років та старших.
Цивільне працевлаштоване населення становило 172 особи. Основні галузі зайнятості: освіта, охорона здоров'я та соціальна допомога — 20,3 %, роздрібна торгівля — 19,8 %, виробництво — 18,0 %.